# Abies spectabilis
El abeto del Himalaya (Abies spectabilis),  es una especie de conífera perteneciente a la familia Pinaceae. Se encuentran en Afganistán, China, India, y Nepal.

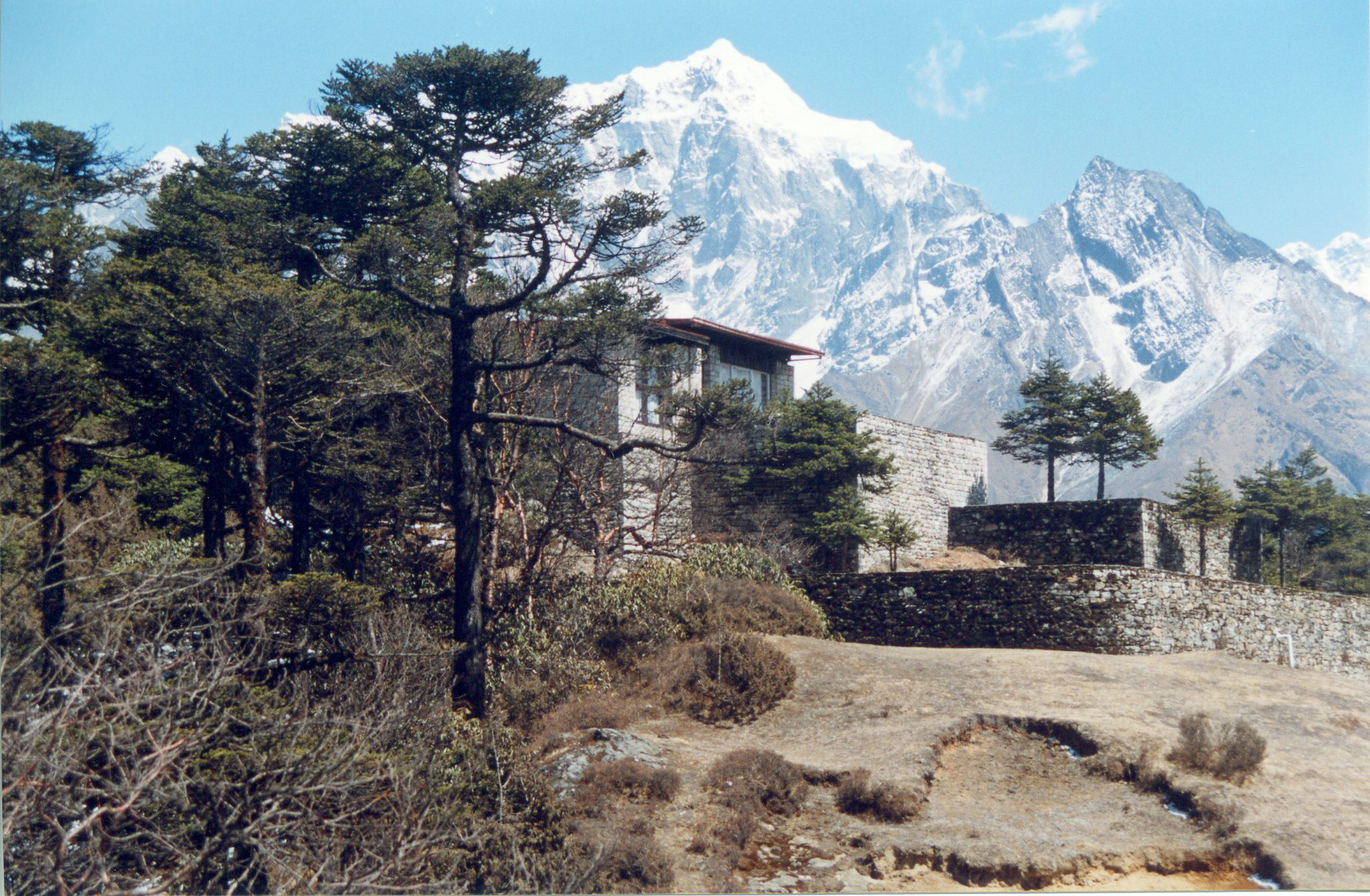
En su hábitat

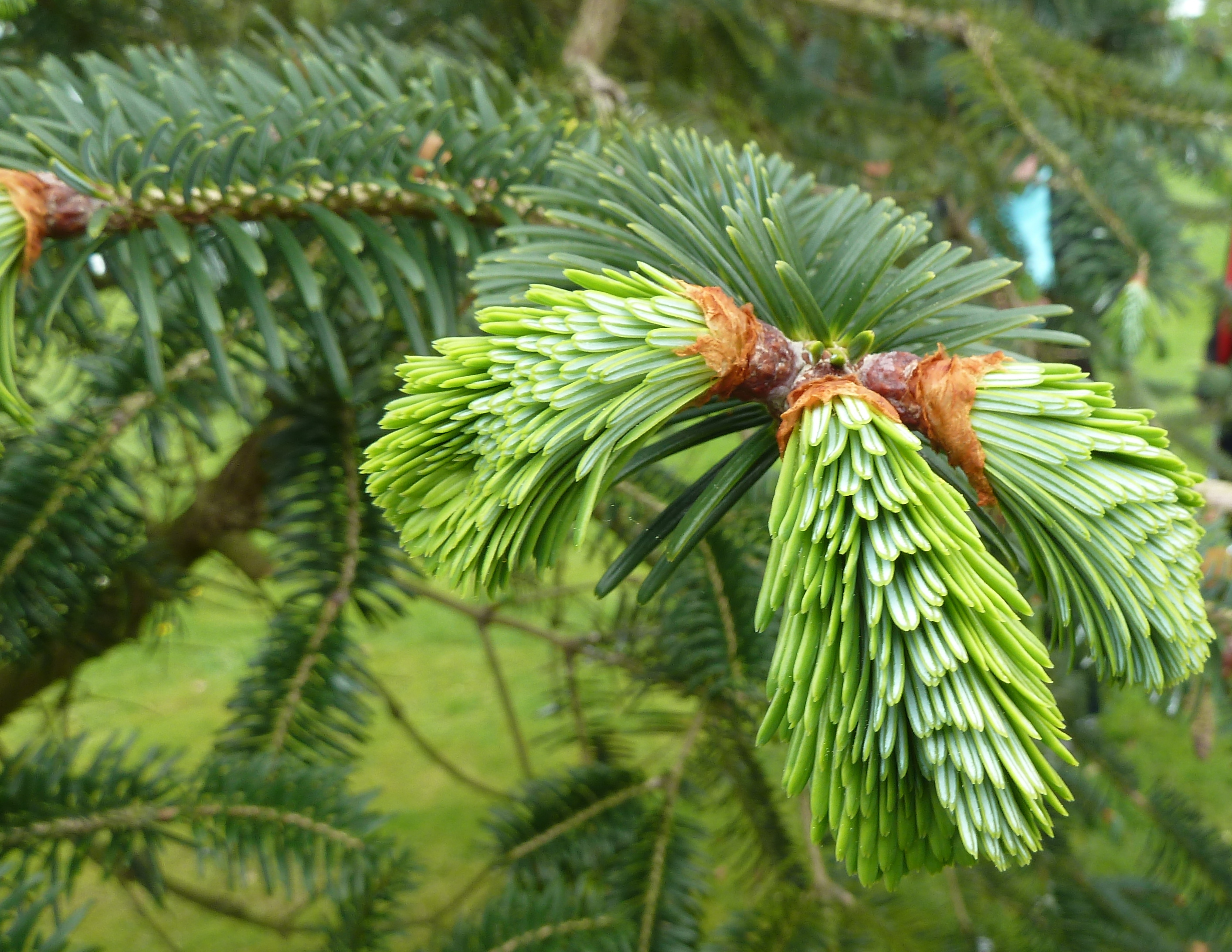
Detalle de la planta

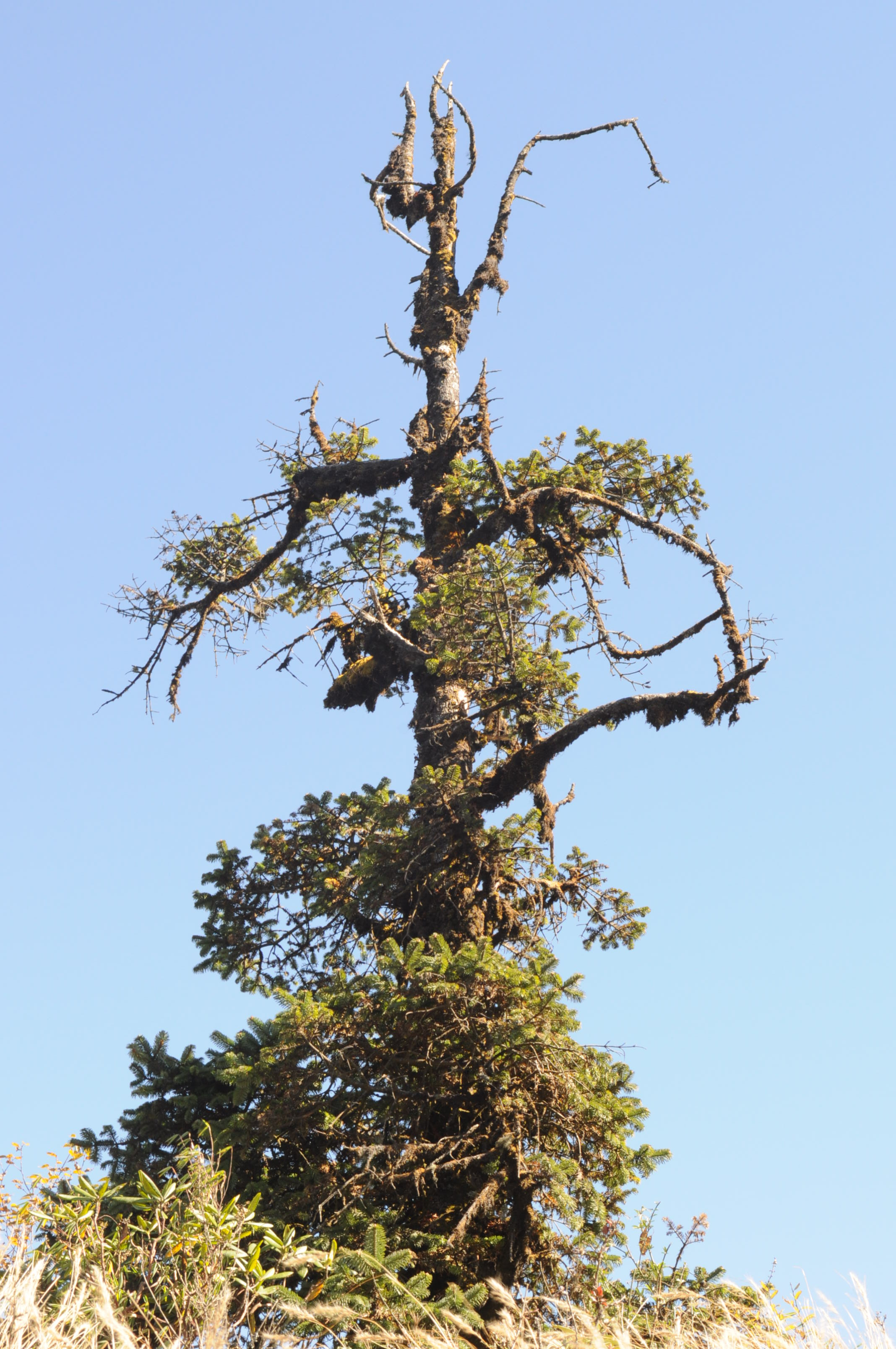
Vista del árbol

## Descripción
Es un árbol perenne que alcanza los 60 metros de altura, tiene una corona cónica y ramas horizontales. Su corteza es de color gris oscuro y textura rugosa. Sus hojas son ascendentes, con una tonalidad verde oscuro y una depresión en forma de letra v. Tiene piñas cilíndricas, de 14-20 cm de longitud y 7 cm de ancho, de color inicialmente violeta y que al madurar se tornan de color marrón.

## Hábitat
Es una especie del piso montañoso superior y subalpino del Himalaya, y se extiende desde la India hasta Bután, entre los 3.000 y 4.200 m de altitud. Por encima de los 3500 m s. n. m. crece en masas puras, por debajo se asocia a Picea y otros géneros.

## Usos
Su madera se usa en construcciones, carpintería general, fósforos y cajas.

## Taxonomía
Abies spectabilis fue descrita por Maxwell Tylden Masters y publicado en Histoire Naturelle des Végétaux - Phanérogames (Tome) 11: 422. 1842.
Etimología
Abies: nombre genérico que viene del nombre latino de Abies alba.
spectabilis: epíteto latino que significa "notable".
Sinonimia
- Pinus spectabilis D.Don
- Pinus webbiana Wall. ex D.Don
- Picea webbiana Loudon ex D.Don
- Abies webbiana Wall. ex D.Don
- Abies chiloensis Hort.
- Abies chilrowensis Hort.
- Abies densa Griff.[6]
- Abies brevifolia (A.Henry) Dallim.
- Abies webbiana var. brevifolia A.Henry
- Picea naphta Knight
- Pinus striata Buch.-Ham. ex Gord.
- Pinus tinctoria Wall. ex D.Don[7][8]